# Оберхајд (Горња Франонија)
Оберхајд (њем. Oberhaid) град је у њемачкој савезној држави Баварска. Једно је од 36 општинских средишта округа Бамберг. Према процјени из 2010. у граду је живјело 4.656 становника. Посједује регионалну шифру (AGS) 9471165.

## Географски и демографски подаци
Оберхајд се налази у савезној држави Баварска у округу Бамберг. Град се налази на надморској висини од 239 метара. Површина општине износи 27,0 km². У самом граду је, према процјени из 2010. године, живјело 4.656 становника. Просјечна густина становништва износи 172 становника/km².